# Бакалавр права
Бакалавр права (англ. Bachelor of Laws, лат. LL. B. — Legum Baccalaureus) — академічний ступінь або кваліфікація вищої освіти в галузі права й юридичних наук у більшості держав загального права як основний ступінь права та є першою професійною кваліфікацією для правників. Цей ступінь вимагає вивчення основних юридичних предметів та юриспруденції, щоб забезпечити повне розуміння правової системи та її функції. Навчальна програма LLB розроблена для того, щоб передати глибокі знання правових принципів, навички правового дослідження та глибоке розуміння ролі та обов'язків юристів у суспільстві. Цей ступінь часто є необхідною умовою для складання адвокатських іспитів або отримання кваліфікації практикуючого адвоката, залежно від юрисдикції. Крім того, програма LLB також служить основою для подальшої юридичної освіти, такої як магістра права (LLM), доктора права (LLD), доктор юриспруденції (JD), доктор юридичних наук (SJD) та магістра дослідження права (MSL).
Ступені бакалавра права присуджуються університетами в таких регіонах, як Європа, Австралія, Китай, Гонконг, Макао, Малайзія, Бангладеш, Індія, Японія, Пакистан, Шрі-Ланка, Уганда, Кенія, Гана, Нова Зеландія, Нігерія, Сінгапур, Південна Африка, Ботсвана, Ізраїль, Бразилія, Танзанія, Замбія, Зімбабве, Малаві та Велика Британія. У Сполучених Штатах бакалавр права був основним юридичним ступенем до 1960-х років, коли його було скасовано на користь доктора юриспруденції; Канада наслідувала цей приклад на початку XXI століття.

## Програми загального права
У більшості країн загального права (за винятком усіх канадських провінцій, крім Квебеку та Сполучених Штатів), програма бакалавра права зазвичай вступає безпосередньо після закінчення середньої школи.

### Англія й Уельс
В Англія й Уельс також можна навчатися за програмою переходу під назвою Graduate Diploma in Law, яка дозволяє вступити до юридичної професії після отримання попереднього ступеня бакалавра, не пов’язаного з правом, що дає право випускникам пройти професійні курси для вступу до Легальна професія.

### Шотландія
Хоча Шотландія має змішану правову систему з впливом як цивільного, так і загального права, ступінь бакалавра права є основним шляхом до юридичної професії. Шотландське право LLB, як правило, розглядається як чотирирічний курс із відзнакою, подібно до інших університетських ступенів у Шотландії. Студенти, які бажають задовольнити вимоги Юридичного товариства Шотландії, щоб стати соліситором, також повинні отримати диплом аспіранта з професійної юридичної практики в затвердженому університеті.

### Канада
Канада має дві правові системи. У провінції Квебек використовується система цивільного права. На федеральному рівні, а також у кожній провінції чи території, крім Квебеку, використовується система загального права. Через це зазвичай використовуються два типи канадських юридичних ступенів.

## Європейські програми
Право Європейського Союзу дозволяє громадянам Європейського Союзу зі ступенем бакалавра права з однієї країни-члена ЄС, які займаються юридичною практикою та мають кваліфікацію юристів у своїй юрисдикції протягом трьох або більше років, також працювати в будь-якій іншій державі-члені. Фактична процедура отримання відповідної національної ліцензії регулюється державою-членом і тому відрізняється від країни до країни, і в деяких випадках можуть існувати тимчасові обмеження, але кожен член ЄС повинен застосовувати відповідні Директиви ЄС до свого національного законодавства.
Як наслідок Болонського процесу, нещодавно багато університетів прикладних наук і кілька традиційних університетів Німеччини запровадили програми LLB, замінивши Diplom-Wirtschaftsjurist ступінь. Ступінь бакалавра права – це три або чотири роки навчання. На відміну від курсів навчання, які ведуть до державного іспиту — ступеня магістра права в Німеччині — більшість програм бакалавра права зосереджуються на приватному праві та можуть включати компонент освіти з ділового адміністрування. Випускники курсів LLB можуть продовжити навчання в LLM і в деяких випадках здавати перший державний іспит після одного або більше років додаткового вивчення права, щоб мати право на юридичну практику в Німеччині.
На Мальті ступінь бакалавра права (LLB), який пропонує Мальтійський університет, є ступенем бакалавра, який сам по собі недостатній для вступу до будь-якої з юридичних професій. Так само в Італії юридичні школи пропонують п’ятирічний курс права (Laurea magistrale in giurisprudenza a ciclo unico). Італійський диплом з права, еквівалентний бакалавру права, безпосередньо не дає кваліфікації для кар’єри в будь-якій юридичній професії, оскільки випускники повинні пройти стажування протягом 18 місяців, перш ніж складати державний іспит, щоб стати членом колегії адвокатів Італії або скласти іспит. як державний нотаріус. Крім того, цю вимогу можна виконати, пройшовши ще два роки навчання (Diploma di specializzazione per le professioni legali – еквівалент 2-річного магістра мистецтв).
В Іспанії немає ступеня, порівнянного з бакалавром права, навчання в Іспанії триває чотири роки, а завершується «Grado en Derecho». До цього єдиний ступінь «Licenciatura en Derecho» дозволяв випускникам права отримати прямий доступ до юридичної професії без подальшого навчання та магістра. Наразі власники іспанського юридичного ступеня повинні пройти спеціальний курс LLM з юридичної практики (подібний до колишнього британського LPC), щоб отримати допуск до іспанської адвокатури.
Зараз у Данії університети пропонують трирічні програми бакалавра права, хоча цього недостатньо для юридичної практики. Студенти, які бажають займатися юридичною практикою, повинні продовжити програму магістра права, що веде до ступеня кандидата юридичних наук. Крім того, студенти можуть використовувати бакалавра права як основу для інших курсів із соціальних чи гуманітарних наук.